# West-Gondwana
West-Gondwanaland is een paleocontinent dat ontstond tijdens het uiteenvallen van het voormalig supercontinent Rodinië.
Het omvatte het Guyanacraton, dat bestond uit noord en west Brazilië en aangrenzende gebieden, en het West-Afrikaans Craton, dat bestond uit het huidige noordwesten van Afrika.
Ongeveer 550 miljoen jaar geleden bostste West-Gondwanaland met Oost-Gondwanaland en vormde Gondwanaland.
Er lijkt enige verwarring te bestaan rond de naamgeving betreffende de naam Amazonië; veelal wordt deze als synoniem voor West-Gondwanaland gebruikt, in andere gevallen als synoniem voor het Guyanacraton. Ook wordt vaak in plaats van West-Gondwanaland de naam Atlantica gebruikt, wat de naam is van een continent dat bestond voor de vorming van Rodinië. West-Gondwanaland komt wat betreft de landmassa's waaruit het bestond redelijk overeen met die van Atlantica.